# Municipio de Liberty (condado de Ransom)
El municipio de Liberty (en inglés: Liberty Township) es un municipio ubicado en el condado de Ransom en el estado estadounidense de Dakota del Norte. En el año 2010 tenía una población de 118 habitantes y una densidad poblacional de 1,33 personas por km².

## Geografía
El municipio de Liberty se encuentra ubicado en las coordenadas 46°34′48″N 97°36′38″O / 46.58000, -97.61056. Según la Oficina del Censo de los Estados Unidos, el municipio tiene una superficie total de 88.96 km², de la cual 88,95 km² corresponden a tierra firme y (0,01 %) 0,01 km² es agua.

## Demografía
Según el censo de 2010, había 118 personas residiendo en el municipio de Liberty. La densidad de población era de 1,33 hab./km². De los 118 habitantes, el municipio de Liberty estaba compuesto por el 96,61 % blancos, el 1,69 % eran asiáticos, el 1,69 % eran de otras razas. Del total de la población el 2,54 % eran hispanos o latinos de cualquier raza.